# Horden (Kent)
Horden est un village du Kent, en Angleterre.